# Chris Holmes
Christopher John Holmes (Glendale, California; 23 de junio de 1958) es un guitarrista estadounidense, reconocido por haber sido uno de los miembros fundadores de la agrupación de heavy metal W.A.S.P. junto con Blackie Lawless.

## Carrera
Inicialmente se dio a conocer como músico en las bandas Buster Savage, LAX y Slave. Luego conoce a Blackie Lawless, tocando con él en la agrupación Sister, que más tarde pasaría a llamarse W.A.S.P. Su permanencia en la banda inicialmente fue de 1983 a 1990, y nuevamente de 1996 hasta el 2001.
Chris abandona W.A.S.P. después de grabar The Headless Children, para formar la banda Psycho Squad. La canción "Mean Man" del disco The Headless Children fue escrita por Blackie Lawless acerca del mismo Holmes.
Estuvo casado con Lita Ford por 5 años. Retorna a W.A.S.P. en 1996, y abandona nuevamente en el 2001. Luego se une a la agrupación Animal durante un breve periodo de tiempo. En la actualidad, Holmes ayuda en la producción a algunas bandas, incluyendo a XPELD, una de las agrupaciones de metal legendarias de Los Ángeles. Junto a Randy Piper, Steve Unger, Stet Howland y Rich Lewis conformó un proyecto titulado Where Angels Suffer. En 2013 lanzó un álbum como artista en solitario llamado Nothing to Lose.

## Discografía

### W.A.S.P.
- W.A.S.P. ( 17 de agosto de 1984)
- The Last Command (9 de noviembre de 1985)
- Inside the Electric Circus (8 de noviembre de 1986)
- The Headless Children (1 de abril de 1989)
- Kill Fuck Die (1997)
- Helldorado (1999)
- Unholy Terror (2001)

### Solista
- Nothing to Lose (2013)